# Meglio libera/Indocina
Meglio libera/Indocina è un 45 giri della cantante pop italiana Loredana Bertè, pubblicato nel 1976 dall'etichetta discografica CGD.

## I brani
Il brano, scritto da Oscar Avogadro e Daniele Pace su musica di Mario Tessuto e Umberto Napolitano, ebbe un discreto successo, raggiungendo il picco massimo della diciannovesima posizione dei singoli più venduti. Il brano, che si caratterizza dalla potenza vocale dell'interprete, è un inno al femminismo, in cui una donna si libera dagli archetipi imposti dal suo uomo-padrone, preferendo rimanere libera (seppure fragile). Il brano vede la partecipazione ai cori di Mia Martini.

## Lato b
Indocina, brano pop scritto da Avogadro e Pace, su musica di Mario Lavezzi, era il lato b del disco.
Entrambi i brani vennero inseriti nell'album Normale o super.

## Tracce
Lato A
1. Meglio libera – 4:10 ((Oscar Avogadro, Daniele Pace, Mario Tessuto, Umberto Napolitano))

Durata totale: 4:10
Lato B
1. Indocina – 4:17 ((Oscar Avogadro, Daniele Pace, Mario Lavezzi))

Durata totale: 4:17

### Charts
| Chart (1976)  | Peak position |
| ------------- | ------------- |
| Italia (FIMI) | 19            |